# Konstantin von Griesheim
Konstantin Rudolf Adolf Wilhelm von Griesheim (* 22. Mai 1797 in Halle; † 30. Oktober 1881 in Düsseldorf) war ein preußischer Generalmajor.

## Leben

### Familie
Konstantin Rudolf Adolf Wilhelm war Angehöriger des thüringischen Uradelsgeschlechts von Griesheim. Er war der Sohn des preußischen Majors Friedrich Wilhelm von Griesheim (1746–1821) und dessen Ehefrau Luise Wilhelmine, geborene von Kalckreuth (1760–1833). Griesheim vermählte sich 1840 in Berlin mit Charlotte Luise Adelheid Köhnemann (* 1809), geschiedene von Kleist, hinterließ jedoch keine Leibeserben.

### Werdegang
Griesheim trat 1813 als freiwilliger Jäger im Leib-Infanterie-Regiment Nr. 8 in die Preußische Armee ein. Er nahm an den Befreiungskriegen, insbesondere den Schlachten an der Katzbach, bei Wartenburg und Paris teil. 1814 war er zum Portepeefähnrich im 1. Grenadier-Regiment avanciert und stieg 1815 weiter auf zum Sekondeleutnant. 1831 wurde er dem 32. Infanterie-Regiment aggregiert, wechselte aber 1823 zum 9. Infanterie-Regiment (genannt Colbergsches), wo er 1831 seine Beförderung zum Premierleutnant erhielt. Griesheim wurde 1837 zum Lehr-Infanterieregiment kommandiert. 1838 wurde er Kapitän und Kompaniechef. Seine Versetzung zum 14. Infanterie-Regiment mit Patent aus 1837 erfolgte 1840. Griesheim wurde schließlich 1846 Major und Kommandeur des III. Bataillons im 14. Landwehr-Regiment. 1850 wurde er wieder in das 32. Infanterie-Regiment versetzt, wo er 1853 zum Oberstleutnant avancierte. 1854 wurde Griesheim zum Oberst befördert und gleichzeitig zum Kommandeur des 35. Infanterie-Regiments (3. Reserve-Regiment) in Luxemburg ernannt. Er erhielt im Januar 1857 den Roten Adlerorden III. Klasse mit Schleife und wurde am 22. August desselben Jahres als Generalmajor mit Pension zur Disposition gestellt. 1861 wurde Griesheim noch mit dem Roten Adlerorden II. Klasse mit Eichenlaub ausgezeichnet.